# Lock & Stock - Pazzi scatenati
Lock & Stock - Pazzi scatenati (Lock, Stock and Two Smoking Barrels) è un film del 1998 diretto da Guy Ritchie. Il film sancisce, oltre al debutto di Ritchie alla regia, l'inizio della carriera cinematografica di Jason Statham e Vinnie Jones, diventati attori di successo dopo un passato rispettivamente da tuffatore e calciatore.

## Trama
Quattro amici che convivono in un appartamento dell'East End londinese, Bacon, Tom, Soap ed Eddie, mettono insieme 25.000 sterline a testa dei loro risparmi per arrivare alla somma di 100.000, necessarie per avere accesso al tavolo da poker di Harry "l'accetta", boss della malavita locale e magnate della pornografia. Confidando sull'abilità di Eddie nel gioco delle carte, i quattro sperano in un guadagno facile, ignari del fatto che Harry, con l'aiuto del suo braccio destro Barry "il battista", ha deciso di imbrogliarli: la partita sembra andare bene ma in una mano Harry, ricevendo segnalazioni da Barry che sta riprendendo le carte di Eddie con una telecamera nascosta, vince 600.000 sterline, 500.000 delle quali dovranno essere consegnate dal gruppo entro una settimana al fine di evitare pesanti ritorsioni.
Spaventati e alla ricerca di un modo per racimolare la somma, i quattro vengono casualmente a scoprire che i loro vicini di casa, una banda di malavitosi capeggiata da un certo Dog, stanno organizzando un grosso colpo ai danni di un gruppo di giovani spacciatori di marijuana. Decidono così di cominciare a spiarli con microfoni piazzati vicino alle sottili pareti, preparandosi a derubare i ladri non appena tornati con la refurtiva. Nel frattempo alcuni giorni sono passati e il padre di Eddie, JD, riceve la visita di Big Chris, il minaccioso esattore dei debiti di Harry, che lo informa dell'accaduto avvertendolo che, se Eddie e i suoi amici non pagheranno il debito entro tre giorni, lui sarà costretto a cedere il suo bar a titolo di risarcimento per evitare le conseguenze sul figlio.
I quattro continuano a preparare il colpo, accordandosi con Nico "il greco", un commerciante che ha molteplici conoscenze nell'ambito della malavita londinese, sia per l'acquisto delle armi sia per "piazzare" la droga; Nico vende a Tom, come armi per eseguire il colpo, due vecchi moschetti che sono stati rubati in precedenza da due ladri assoldati da Barry, per segreto conto di Harry, che li aveva incaricati di intrufolarsi nella villa di un imprenditore sull'orlo del fallimento e di rubare i due moschetti, prima che il proprietario li mettesse all'asta, in quanto il malavitoso conosce il loro reale e immenso valore. Tuttavia i due ladri, a causa di un malinteso, non identificano i due moschetti come la merce da rubare e li vendono a Nico per pochi soldi. Successivamente Nico contatta per conto del gruppo Rory Breaker, un boss della droga locale, che garantisce di acquistare la marijuana di cui presto si impadroniranno i quattro.
La banda di Dog realizza il colpo e i quattro ragazzi, nascosti nel loro appartamento, li sorprendono legandoli, imbavagliandoli, sottraendogli la droga e il denaro e fuggendo con il loro furgone. Tuttavia i quattro ragazzi non sanno che la marijuana rubata viene coltivata proprio per conto di Rory, il quale, una volta resosi conto del furto ai suoi danni, e ricollegandolo alla droga che il gruppo gli sta per vendere, va su tutte le furie e organizza una spedizione punitiva, facendosi dare l'indirizzo del gruppo da Nico. Nel frattempo la banda di Dog scopre, per puro caso, che chi li ha assaliti sono i quattro vicini di casa, e li aspettano nel loro appartamento nascosti ed armati: l'incontro-scontro tra le due bande, inconsapevoli di star cercando le stesse persone, si risolve in una strage e tutti tranne Dog, rimasto nel suo appartamento ad aspettare, vi trovano la morte. Unico altro sopravvissuto è Winston, uno dei ragazzi che coltivava la marijuana per conto di Rory, presente sul luogo per identificare i ladri, il quale se ne va portandosi via tutta la marijuana presente, una volta che gli altri sono morti. Spaventato dalla sparatoria, Dog prende la borsa contenente il contante e i due moschetti e scappa dalla finestra. In quel momento Big Chris va a casa dei ragazzi per il saldo del debito e trova Dog sull’uscio; dopo averlo tramortito, gli preleva i soldi, esattamente 500.000 sterline, e i due moschetti, prendendo il tutto come un risarcimento e sollevando a loro insaputa i ragazzi dal debito.
Poco dopo, i quattro protagonisti, usciti di casa la sera prima per festeggiare il buon esito del colpo e ignari di tutto ciò che sta accadendo, tornano al loro appartamento trovando una strage e capendo che qualcuno si è preso il contante e la marijuana; finiscono così nel panico più totale. Decidono di chiamare controvoglia Harry "l'Accetta" per spiegargli di non avere i soldi, ma con loro grande sorpresa vengono rassicurati sulla loro posizione e informati che il debito è stato saldato con successo. Tuttavia Accetta chiede ai quattro di recarsi nel suo ufficio per informarlo sul loro possesso dei moschetti. Perplessi più che mai, i ragazzi si dirigono verso il suo ufficio. Nello stesso momento i due ladri dei fucili, spaventati dalle minacce di Harry, vedono Big Chris che si allontana con i moschetti e, ignorando che sia un uomo di Harry, lo seguono fino alla residenza del boss malavitoso, entrando di sorpresa con l'intento di riprendersi le armi. Ne nasce una sparatoria dove entrambi vengono uccisi, non prima però di avere ucciso a loro volta Harry e Barry.
Eddie e Tom arrivano nell'ufficio di Harry e trovano una seconda strage: prima di scappare però Eddie nota e riprende la borsa con le 500.000 sterline mentre Tom si attarda per prendere i due fucili. Nel frattempo Dog ha raggiunto Big Chris e, dopo essersi intrufolato nella sua auto di nascosto, lo minaccia, chiedendo di restituirgli i soldi che gli ha preso, puntando un coltello alla gola di Little Chris; Big Chris però non cede al ricatto e nell'intento di stordire Dog, tampona violentemente l'auto dove Eddie, Soap e Bacon stanno aspettando causandone lo svenimento. Ripresosi da un iniziale intontimento, Big Chris scende di macchina e uccide un incosciente Dog; fatto questo, il malvivente si avvicina alla macchina che ha tamponato per constatare i danni dei passeggeri e, riconoscendo il gruppo dei protagonisti in possesso della fantomatica borsa, se la "riprende", entrando nel palazzetto di Harry. Tuttavia, mentre sta entrando, si trova faccia a faccia con Tom che sta uscendo con in mano i due moschetti: i due si evitano e si allontanano, evitandosi reciproci danni.
Dopo la scarcerazione per assenza di prove dei tre in macchina, fermati dopo la strage avvenuta nell'ufficio di Harry per accertamenti, i quattro amici si ritrovano al bar di JD, ormai libero dal ricatto di Harry, e Tom viene persuaso dagli altri a sbarazzarsi dei due fucili, unico elemento ancora esistente che li possa ricollegare ai fattacci avvenuti. Dopo che egli si è allontanato, i tre ricevono la visita di Big Chris che li informa che, data la sua condizione di "disoccupato" a causa della morte di Harry, tratterrà il denaro; gli lascia però la borsa con dentro una rivista di armi antiche, che svela ai tre il reale valore dei due vecchi moschetti. Essi cercano freneticamente di contattare Tom per dirgli di non buttare i due fucili, ma in quel momento il ragazzo si trova a cavalcioni di un ponte sul Tamigi con il cellulare in bocca, una mano che lo tiene alla balaustra e l'altra mano che tiene i due fucili.

## Produzione
È stato prodotto un documentario dalla durata di un'ora riguardante le fasi di produzione della pellicola. Le riprese del film sono state girate interamente a Londra, e sono durate 8 mesi. Il budget per la realizzazione del film è stato di £960,000. Il film è dedicato a Lenny McLean, scomparso pochi giorni prima dell'uscita del film.

## Tagline
Le tagline del film sono state:
- "A Disgrace to Criminals Everywhere."
- "They lost half a million at cards but they've still got a few tricks up their sleeve."

## Colonna Sonora
La colonna sonora del film è uscita ufficialmente nel 1998, distribuita da Island Records.
1. Hundred Mile High City - Ocean Colour Scene
2. It's a Deal, It's a Steal - Tom, Nick & Ed
3. The Boss - James Brown
4. Truly, Madly, Deeply - Skanga
5. Hortifuckinculturist - Winston
6. Police And Thieves - Junior Murvin
7. 18 With a Bullet - Lewis Taylor & Carleen Anderson
8. Spooky - Dusty Springfield
9. The Game - John Murphy & David A. Hughes
10. Muppets - Harry, Barry, Gary
11. Man Machine - Robbie Williams
12. Walk This Land - E-Z Rollers
13. Blaspheming Barry - Barry
14. I Wanna Be Your Dog" by The Stooges
15. It's Kosher - Tom, Nick
16. Liar Liar by The Castaways
17. I've Been Shot - Plank, Dog
18. Why Did You Do It - Stretch
19. Guns 4 show, Knives for a pro - Ed, Soap
20. Oh Girl by Evil Superstars
21. If the Milk Turns Sour - John Murphy & David A. Hughes (con Rory)
22. Zorba the Greek - John Murphy & David A. Hughes
23. I'll Kill Ya - John Murphy & David A. Hughes (con Rory)
24. The Payback - James Brown
25. Fool's Gold - The Stone Roses
26. It's Been Emotional - Big Chris
27. 18 With a Bullet - Pete Wingfield

Cronologia distribuzione
| Regione     | Data             |
| ----------- | ---------------- |
| Regno Unito | 28 agosto 1998   |
| Stati Uniti | 23 febbraio 1999 |

## Critica
Rotten Tomatoes ha conferito al film un punteggio di 76%, mentre Metacritic del 66%,. John Ferguson, del Radio Times, l'ha definito "il miglior film thriller britannico da Quel lungo venerdì santo".

## Accoglienza
Durante la prima settimana d'apertura la pellicola ha incassato negli Stati Uniti $143,321 e nel Regno Unito £941,638. In tutto il film ha incassato $3,650,677 (USA), £11,399,953 (Regno Unito) e €315,610 (Spagna).

## Riconoscimenti
- 1998 - Tokyo International Film Festival
  - Premio per il miglior regista